# Канозио
Канозио (итал. Canosio) — коммуна в Италии, располагается в регионе Пьемонт, в провинции Кунео.
Население составляет 83 человека (2008 г.), плотность населения составляет 2 чел./км². Занимает площадь 48 км². Почтовый индекс — 12020. Телефонный код — 0171.
Покровительницей коммуны почитается святая Лукия Сиракузская, празднование 13 декабря.

## Демография
Динамика населения:

## Администрация коммуны
- Официальный сайт: http://www.comune.canosio.cn.it/